# Keresztes Lajos (sportoló)
Keresztes Lajos (Alsósófalva, 1900. április 30. – Budapest, 1978. augusztus 9.) olimpiai bajnok birkózó.

## Életpályája
Hentesként dolgozott. Orvosi javaslatra kezdett el birkózni. 1919-től 1921-ig a HSC (Húsos Sport Club) birkózója volt. 1921-től 1924-ig Svédországban, Finnországban, majd Németországban élt. 1924-ben hazatért és a Magyar AC birkózója lett. Mindvégig kötöttfogású birkózás könnyűsúly súlycsoportjában versenyzett. 1924-től 1928-ig szerepelt a magyar válogatottban. Két olimpián vett részt, az 1924. évi nyári olimpiai játékokon ezüstérmet, az 1928. évi nyári olimpiai játékokon olimpiai bajnoki címet szerzett. Weisz Richárd 1908. évi nyári olimpiai játékokon szerzett aranyérme után ő nyerte a magyar birkózósport második olimpiai bajnoki címét. Az aktív sportolástól 1928-ban vonult vissza.
1928-ban az Országos Társadalombiztosítási Intézet Mátyás téri húsfeldolgozó üzemének vezetője volt.
1946-tól a Budapesti Vasas-ban edzősködött, legismertebb tanítványa a kétszeres olimpiai bajnok Kozma István.

## Sporteredményei
- olimpiai bajnok (1928)
- olimpiai 2. helyezett (1924)
- Európa-bajnok (1925)
- négyszeres magyar bajnok (egyéni: 1923, 1925 ; csapat: 1927, 1931)
- német bajnok (1925)

## Képgaléria

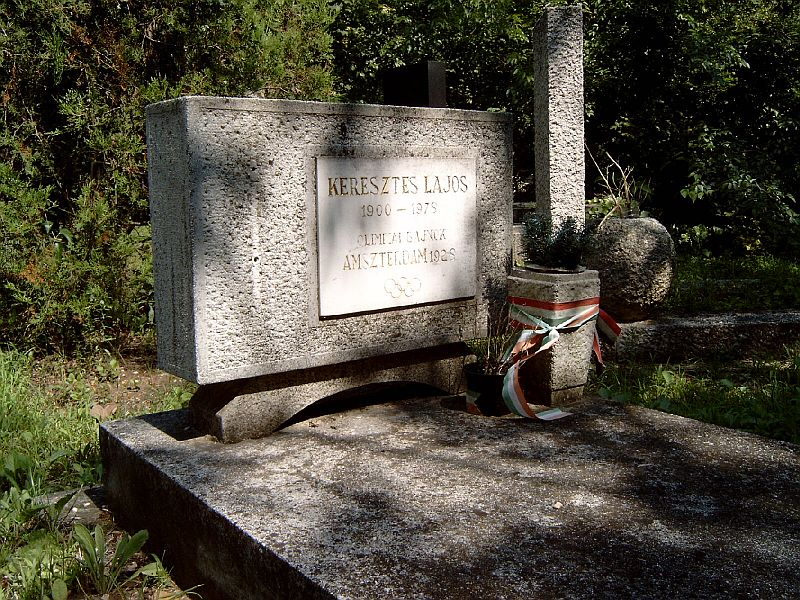
Keresztes Lajos sírja Budapesten. Új köztemető: 34-körönd-1-6.

## Érdekesség
A Metro–Goldwyn–Mayer filmstúdió még Johnny Weissmuller előtt őt kérte fel Tarzan szerepére, amelyet azonban visszautasított, továbbra is csak a birkózás érdekelte.
Szülőfalujában, Alsósófalván 2015-ben emlékművet avattak a tiszteletére. Az emlékmű a Kacsó András kultúrotthon előtt található.